# 에스토니아 국립도서관
에스토니아 국립도서관(에스토니아어: Eesti Rahvusraamatukogu)은 에스토니아 탈린에 위치한 국립도서관이다. 1918년 12월 21일, 에스토니아 공화국 임시 정부가 당시 의회 건물이었던 톰페아성 안에 있는 두 개의 작은 방에 꾸민 주립도서관이 에스토니아 국립도서관의 시작으로, 고작 방 두 개뿐이었으니 최초의 수집자료도 법 제정과 정부를 위해 필요한 약 2,000권 정도의 출판물이 전부였다. 그러다 독립 이후 점차 발전해, 1919년 여름부터 에스토니아에서 출판된 모든 인쇄물에 대해 합법적으로 납본을 받기 시작했다. 1930년대 말 즈음에는 이 주립도서관에 소장된 컬렉션의 수가 약 5만 권에 달하였고, 지식인과 주요 인사들이 도서관을 이용하게 되었다.
1953년에는 에스토니아 국민 서사시 ‘칼레비포에크(Kalevipoeg, 칼레비의 아들)’의 작가이자 에스토니아의 주요 인물인 프리에드리크흐 레인홀드 크레우츠발드(Friedrich Reinhold Kreutzwald)의 이름을 따 ‘크레우츠발드 주립도서관’이라고 불렸다. 그러다 1988년 에스토니아 고유성을 가진 출판물을 영구 보존하고 대중적으로 보급하자는 취지에 따라 에스토니아 국립도서관으로 또 한 번 이름을 바꾸었다.
수도 탈린(Tallinn)에 있는 터니스매기(Tõnismägi) 언덕에 위치한 이 도서관은 1985년부터 공사를 시작해, 1993년에 완공되었으며 꽤 독특한 모양새를 갖고 있다. 건축가 라이네 카르프(Raine Karp)가 짓고 술래브 바흐트라(Sulev Vahtra)가 디자인 설계를 맡았다. 지하 2층을 포함해 8층으로 이루어진 이 건물은 발트 해 연안 국가 사이에서 가장 큰 도서관이다.